# Dicranomyia diversispina
Dicranomyia diversispina är en tvåvingeart som beskrevs av Alexander 1923. Dicranomyia diversispina ingår i släktet Dicranomyia och familjen småharkrankar. Inga underarter finns listade i Catalogue of Life.